# Buhl (Alto Rin)
Buhl es una comuna francesa, situada en el departamento de Alto Rin, en la región  de Alsacia.

## Demografía
| 2931 | 2945 | 3048 | 2674 | 2755 | 3079 |
| Para los censos de 1962 a 1999 la población legal corresponde a la población sin duplicidades (Fuente: INSEE [Consultar]) |      |      |      |      |      |

## Patrimonio
- Iglesia parroquial con retablo del siglo XV obra de la escuela de Martin Schongauer.

- Vestigios del Castillo de Hugstein, del siglo XIII